# Carles
Carles is een gemeente in de Filipijnse provincie Iloilo op het eiland Panay en diverse kleine eilanden voor de kust van Panay. Bij de laatste census in 2010 telde de gemeente bijna 63 duizend inwoners. De gemeente staat bekend om haar rijke visgebieden en de binnen de gemeentegrenzen gesitueerde eilandengroep en lokale toeristische trekpleister Islas de Gigantes.

## Geografie

### Topografie
Carles is een gemeente in het uiterste noorden van de provincie Iloilo. De gemeente ligt zo'n 140 kilometer ten noordoosten van de provinciehoofdstad Iloilo City en 70 kilometer ten oosten van de Roxas, de hoofdstad van de buurprovincie Capiz. Carles ligt voor het grootste deel op het eiland Panay in de centraal gelegen Visayas. Voor de kust liggen nog de eilanden Binuluangan, Calagnaan, Sicogon en de eilandengroep Islas de Gigantes.

### Bestuurlijke indeling
Carles is onderverdeeld in de volgende 33 barangays:
| - Abong - Alipata - Asluman - Bancal - Barangcalan - Barosbos - Punta Batuanan - Binuluangan - Bito-on - Bolo - Buaya | - Buenavista - Isla De Cana - Cabilao Grande - Cabilao Pequeño - Cabuguana - Cawayan - Dayhagan - Gabi - Granada - Guinticgan - Lantangan | - Manlot - Nalumsan - Pantalan - Poblacion - Punta - San Fernando - Tabugon - Talingting - Tarong - Tinigban - Tupaz |

## Demografie
Carles had bij de census van 2010 een inwoneraantal van 62.690 mensen. Dit waren 5.017 mensen (8,7%) meer dan bij de vorige census van 2007. Ten opzichte van de census van 2000 was het aantal inwoners gegroeid met 9.286 mensen (17,4%). De gemiddelde jaarlijkse groei in die periode kwam daarmee uit op 1,62%, hetgeen lager was dan het landelijk jaarlijks gemiddelde over deze periode (1,90%).

De bevolkingsdichtheid van Carles was ten tijde van de laatste census, met 62.690 inwoners op 104,08 km², 602,3 mensen per km².